# Kalanchoe blossfeldiana
Kalanchoe blossfeldiana es una especie de plantas del género Kalanchoe, endémica de Madagascar. 

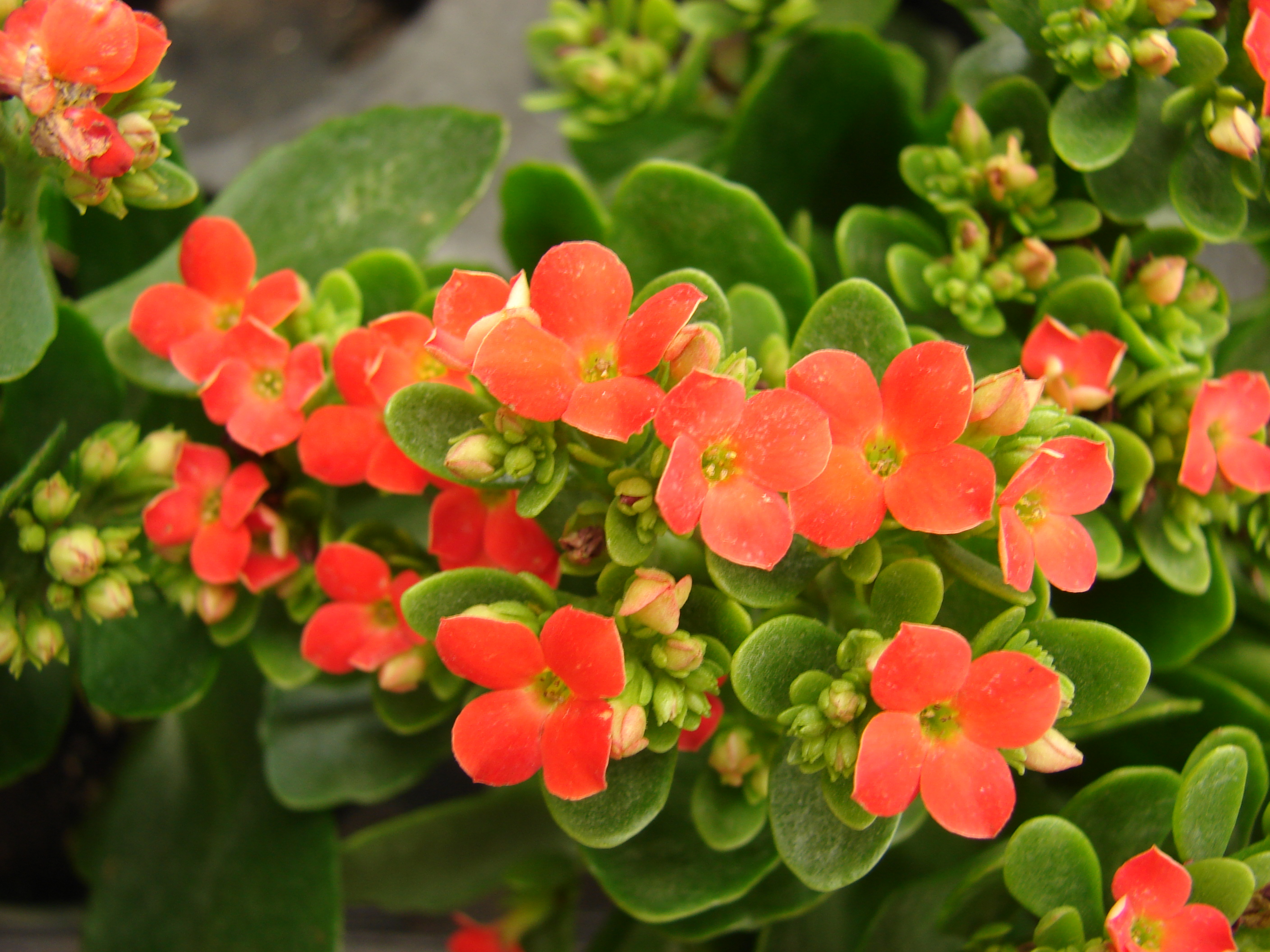
Vista de la planta

## Descripción
Planta suculenta que pueden alcanzar 30-40 cm de altura por unos 20 cm de ancho con brillantes hojas carnosas de color verde oscuro cuyo tamaño alcanza entre 7 cm de largo por 4 de anchura. La inflorescencia es un corto tallo con hasta tres pares de hojas (distintas a las del resto de la planta), que nace de las axilas de las hojas, al final de este tallo surgen en forma de racimo numerosas flores con 4 pétalos de unos 4 mm de diámetro, éstas pueden ser rojas, purpúreas, anaranjadas, amarillas, blancas. Su época de floración natural abarca desde finales del invierno hasta finales de primavera.

## Usos y cultivo
Es muy utilizada como planta de interior y comúnmente cultivada en jardines en zonas de clima cálido, ya que no soporta temperaturas por debajo de los 10 °C. Se puede forzar el periodo natural de floración cubriendo la planta para que tenga menos horas de luz al día.

## Taxonomía
Kalanchoe blossfeldiana fue descrita por Karl von Poellnitz  y publicado en Repert. Spec. Nov. Regni Veg. 35(918/927): 159 159 1934.
Etimología
Ver: Kalanchoe
blossfeldiana: epíteto otorgado en honor del distribuidor de plantas alemán  Robert Blossfeld (1882–1945).
Sinonimia
- Kalanchoe globulifera var. coccinea H.Perrier[3]